# Les Parsons
Leslie "Buzz" Parsons (Burnaby; 16 de diciembre de 1950) es un exfutbolista canadiense que jugó como centrocampista.
Después de retirarse como jugador, más tarde se convirtió en entrenador del Vancouver 86ers y del Victoria Vistas de la Canadian Soccer League. En 2003, fue incluido en el Salón de la Fama del Fútbol Canadiense.

## Trayectoria
Jugó profesionalmente con Vancouver Spartans, el Vancouver Eintracht y Vancouver Italia.
Más tarde, jugó en la North American Soccer League para los Vancouver Whitecaps entre 1976 y 1982, anotando 17 goles en 106 apariciones. También jugó fútbol sala durante este período para Los Aztecas de Los Ángeles.

## Selección nacional
Entre 1972 y 1980, representó a Canadá en veintidós ocasiones, anotando seis goles en el proceso. También lo hizo en los Juegos Panamericanos de 1971.

### Partidos y goles internacionales
| \| N.º \| Fecha \| Ciudad \| Local \| Res. \| Visitante \| Competición \| Goles \| \| --- \| ------------------------ \| ---------------- \| -------------------- \| ---- \| -------------- \| ------------------------------------------------- \| ------- \| \| 1 \| 20 de agosto de 1972 \| Saint John \| Canadá \| 3:2 \| Estados Unidos \| Clasificación para el Campeonato Concacaf de 1973 \| Anotado \| \| 2 \| 24 de agosto de 1972 \| Toronto \| Canadá \| 0:1 \| México \| Clasificación para el Campeonato Concacaf de 1973 \| - \| \| 3 \| 29 de agosto de 1972 \| Baltimore \| Estados Unidos \| 2:2 \| Canadá \| Clasificación para el Campeonato Concacaf de 1973 \| - \| \| 4 \| 6 de septiembre de 1972 \| Ciudad de México \| México \| 2:1 \| Canadá \| Clasificación para el Campeonato Concacaf de 1973 \| - \| \| 5 \| 1 de agosto de 1973 \| Toronto \| Canadá \| 1:3 \| Polonia \| Amistoso \| - \| \| 6 \| 5 de agosto de 1973 \| Windsor \| Canadá \| 0:2 \| Estados Unidos \| Amistoso \| - \| \| 7 \| 10 de noviembre de 1973 \| Puerto Príncipe \| Haití \| 5:1 \| Canadá \| Amistoso \| Anotado \| \| 8 \| 12 de noviembre de 1973 \| Puerto Príncipe \| Haití \| 0:1 \| Canadá \| Amistoso \| - \| \| 9 \| 9 de octubre de 1974 \| Frankfurt \| Alemania Democrática \| 2:0 \| Canadá \| Amistoso \| - \| \| 10 \| 31 de octubre de 1974 \| Varsovia \| Polonia \| 2:0 \| Canadá \| Amistoso \| - \| \| 11 \| 5 de enero de 1975 \| La Habana \| Cuba \| 4:0 \| Canadá \| Amistoso \| - \| \| 12 \| 24 de septiembre de 1976 \| Vancouver \| Canadá \| 1:1 \| Estados Unidos \| Clasificación para la Copa Mundial de 1978 \| - \| \| 13 \| 10 de octubre de 1976 \| Vancouver \| Canadá \| 1:0 \| México \| Clasificación para la Copa Mundial de 1978 \| Anotado \| \| 14 \| 20 de octubre de 1976 \| Seattle \| Estados Unidos \| 2:0 \| Canadá \| Clasificación para la Copa Mundial de 1978 \| - \| \| 15 \| 11 de septiembre de 1977 \| Puerto España \| Trinidad y Tobago \| 1:1 \| Canadá \| Amistoso \| - \| \| 16 \| 8 de octubre de 1977 \| Monterrey \| Canadá \| 1:2 \| El Salvador \| Campeonato Concacaf de 1977 \| - \| \| 17 \| 12 de octubre de 1977 \| Ciudad de México \| Canadá \| 2:1 \| Surinam \| Campeonato Concacaf de 1977 \| Anotado \| \| 18 \| 16 de octubre de 1977 \| Ciudad de México \| Canadá \| 2:1 \| Guatemala \| Campeonato Concacaf de 1977 \| Anotado \| \| 19 \| 20 de octubre de 1977 \| Monterrey \| Haití \| 1:1 \| Canadá \| Campeonato Concacaf de 1977 \| - \| \| 20 \| 22 de octubre de 1977 \| Monterrey \| México \| 3:1 \| Canadá \| Campeonato Concacaf de 1977 \| Anotado \| \| 21 \| 15 de septiembre de 1980 \| Vancouver \| Canadá \| 4:0 \| Nueva Zelanda \| Amistoso \| - \| \| 22 \| 17 de septiembre de 1980 \| Edmonton \| Canadá \| 3:0 \| Nueva Zelanda \| Amistoso \| - \| |                          |                  |                      |      |                |                                                   |         |
| N.º | Fecha                    | Ciudad           | Local                | Res. | Visitante      | Competición                                       | Goles   |
| 1 | 20 de agosto de 1972     | Saint John       | Canadá               | 3:2  | Estados Unidos | Clasificación para el Campeonato Concacaf de 1973 | Anotado |
| 2 | 24 de agosto de 1972     | Toronto          | Canadá               | 0:1  | México         | Clasificación para el Campeonato Concacaf de 1973 | -       |
| 3 | 29 de agosto de 1972     | Baltimore        | Estados Unidos       | 2:2  | Canadá         | Clasificación para el Campeonato Concacaf de 1973 | -       |
| 4 | 6 de septiembre de 1972  | Ciudad de México | México               | 2:1  | Canadá         | Clasificación para el Campeonato Concacaf de 1973 | -       |
| 5 | 1 de agosto de 1973      | Toronto          | Canadá               | 1:3  | Polonia        | Amistoso                                          | -       |
| 6 | 5 de agosto de 1973      | Windsor          | Canadá               | 0:2  | Estados Unidos | Amistoso                                          | -       |
| 7 | 10 de noviembre de 1973  | Puerto Príncipe  | Haití                | 5:1  | Canadá         | Amistoso                                          | Anotado |
| 8 | 12 de noviembre de 1973  | Puerto Príncipe  | Haití                | 0:1  | Canadá         | Amistoso                                          | -       |
| 9 | 9 de octubre de 1974     | Frankfurt        | Alemania Democrática | 2:0  | Canadá         | Amistoso                                          | -       |
| 10 | 31 de octubre de 1974    | Varsovia         | Polonia              | 2:0  | Canadá         | Amistoso                                          | -       |
| 11 | 5 de enero de 1975       | La Habana        | Cuba                 | 4:0  | Canadá         | Amistoso                                          | -       |
| 12 | 24 de septiembre de 1976 | Vancouver        | Canadá               | 1:1  | Estados Unidos | Clasificación para la Copa Mundial de 1978        | -       |
| 13 | 10 de octubre de 1976    | Vancouver        | Canadá               | 1:0  | México         | Clasificación para la Copa Mundial de 1978        | Anotado |
| 14 | 20 de octubre de 1976    | Seattle          | Estados Unidos       | 2:0  | Canadá         | Clasificación para la Copa Mundial de 1978        | -       |
| 15 | 11 de septiembre de 1977 | Puerto España    | Trinidad y Tobago    | 1:1  | Canadá         | Amistoso                                          | -       |
| 16 | 8 de octubre de 1977     | Monterrey        | Canadá               | 1:2  | El Salvador    | Campeonato Concacaf de 1977                       | -       |
| 17 | 12 de octubre de 1977    | Ciudad de México | Canadá               | 2:1  | Surinam        | Campeonato Concacaf de 1977                       | Anotado |
| 18 | 16 de octubre de 1977    | Ciudad de México | Canadá               | 2:1  | Guatemala      | Campeonato Concacaf de 1977                       | Anotado |
| 19 | 20 de octubre de 1977    | Monterrey        | Haití                | 1:1  | Canadá         | Campeonato Concacaf de 1977                       | -       |
| 20 | 22 de octubre de 1977    | Monterrey        | México               | 3:1  | Canadá         | Campeonato Concacaf de 1977                       | Anotado |
| 21 | 15 de septiembre de 1980 | Vancouver        | Canadá               | 4:0  | Nueva Zelanda  | Amistoso                                          | -       |
| 22 | 17 de septiembre de 1980 | Edmonton         | Canadá               | 3:0  | Nueva Zelanda  | Amistoso                                          | -       |

## Clubes
| Club                        | País           | Año       |
| --------------------------- | -------------- | --------- |
| Vancouver Spartans          | Canadá         | 1969-1970 |
| Vancouver Eintracht         | Canadá         | 1971-1972 |
| Vancouver Italia            | Canadá         | 1972-1974 |
| Vancouver Spartans          | Canadá         | 1975      |
| Vancouver Whitecaps         | Canadá         | 1976-1984 |
| Los Angeles Aztecs (cesión) | Estados Unidos | 1979-1980 |
| Victoria Riptides           | Canadá         | 1985      |

## Palmarés

### Títulos nacionales
| Título                       | Equipo              | País   | Año  |
| ---------------------------- | ------------------- | ------ | ---- |
| North American Soccer League | Vancouver Whitecaps | Canadá | 1979 |